# Dąbrówka (gmina Kościerzyna)
Dąbrówka (dodatkowa nazwa w j. kaszub.Dąbrówka; niem. Putzhütte, 1848 r. Dombrowka) - mała wieś kaszubska w Polsce położona na Pojezierzu Kaszubskim w województwie pomorskim, w powiecie kościerskim, w gminie Kościerzyna. Wieś jest częścią składową sołectwa Puc.
W latach 1975–1998 miejscowość administracyjnie należała do województwa gdańskiego.